# Durward Knowles
Durward Knowles (2 de novembro de 1917 — 24 de fevereiro de 2018) é um velejador bahamense, campeão olímpico.

## Carreira
Knowles consagrou-se campeão olímpico ao vencer a série de regatas da classe Star nos Jogos Olímpicos de Verão de 1964 em Tóquio ao lado de Cecil Cooke. Ele é um dos cinco atletas que competiram nas Olimpíadas por mais de quarenta anos.